# Psykologutbildningen i Sverige
Psykologutbildningen i Sverige ses traditionellt som en generalistutbildning. Det vill säga att den examinerade psykologen, oavsett studieort, studerat många olika psykologiska teorier och metoder inom flera områden och äger ett kunnande inom flera tillämpningsområden. En period, 1993–2001, efter statens minskade detaljreglering av utbildningarnas innehåll (i samband med övergången från linje till program), försökte utbildningsinstitutionerna en tid samordna sina respektive innehåll genom att dra upp gemensamma riktlinjer för vilken mängd tid som skulle ägnas åt olika löst definierade områden.
Forskningskompetens och lokala förhållanden gör dock  att psykologprogrammen  i vissa avseenden skiljer sig något åt mellan de lärosäten som meddelar undervisning i psykologi. I takt med lärosätenas ökade självständighet ses också en något större variation i upplägg. Karolinska Institutets psykologutbildning  är den första i Sverige på en medicinsk fakultet. Linköping, Örebro, Umeå och Östersund redovisar vissa särskiljande drag avseende pedagogisk profil eller ämnesfokus - utan att någon utbildning avviker från ambitionen att vara en bred grundutbildning[källa behövs].

## Lärosäten
Psykologutbildning finns för närvarande på elva lärosäten i Sverige fördelade på tio orter:
- Göteborgs universitet
- Karlstads universitet
- Karolinska Institutet, Solna
- Linköpings universitet
- Linnéuniversitetet, Växjö
- Lunds universitet
- Mittuniversitetet, Östersund
- Stockholms universitet
- Umeå universitet
- Uppsala universitet
- Örebro universitet

## Rankning och utvärdering av psykologprogram i Sverige

### UKÄ
Universitets- och högskoleämbetet "UKÄ" (tidigare kallat Högskoleverket, HSV) publicerade 2012-04-25 resultatet från sina kvalitetsutvärderingar av bland annat området psykologi. Inget psykologprogram fick omdömet "bristande kvalitet", men det fanns inbördes skillnader. Tre universitet (Linköping, Uppsala och Örebro) fick betyget "Mycket hög kvalitet" på sin psykologexamen, medan Göteborg, Lund, Stockholm och Umeå fick "Hög kvalitet". Även akademiska psykologexamina granskades. Som underlag för bedömningen av måluppfyllelse använde HSV studenternas uppsatser, lärosätets självvärdering och platsbesök. Detta var de första resultaten av en ny utvärderingsmetod som avser att fokusera mer på resultat än process.

### Urank
En alternativ ranking av psykologprogrammen i Sverige genomfördes av företaget Urank år 2012. Underlaget var statistik hämtad från Statistiska centralbyrån (SCB) och Högskoleverket avseende vissa nyckeltal. I rankingen ingick - till skillnad från i Högskoleverkets rankning - två nya psykologprogram som ännu inte är färdiga. Rankningen har bland annat på denna grund kritiserats. Totalt var det nio lärosäten med psykologutbildningar som blev rankade, och resultatet  blev: 
1. Uppsala universitet
2. Linköpings universitet
3. Örebro universitet
4. Lunds universitet
5. Göteborgs universitet
6. Umeå universitet
7. Karolinska Institutet, Solna*
8. Stockholms universitet
9. Mittuniversitetet, Östersund*

(Utbildningar under uppbyggnad markerade med *)
Urank gjorde ytterligare en mätning år 2013 där de tre högst rankade inom psykologi i tur och ordning var: 1. Linköping, 2. Uppsala och 3. Karolinska Institutet.

### Internationella rankningar
På Times Higher Education gjordes en global rankning på ämnet psykologi ("psychological methodology"). Karolinska Institutet var på tredje plats i Europa (efter UCL och Nederländerna) och på 19 plats globalt. 

## Legitimation
För att få kalla sig legitimerad psykolog i Sverige ska man ha först ha genomgått fem års utbildning på universitetets psykologprogram och därefter genomfört ett års praktisk tjänstgöring under kontinuerlig handledning (PTP). Personen som fullgör PTP kan kalla sig psykolog. Efter godkänd PTP beviljar Socialstyrelsen legitimation och personen kan titulera sig "legitimerad psykolog". Någon form av statligt, legitimeringsförfarande finns i de flesta länder. Legitimationen avser den kliniska tillämpningen, varvid en person som kallar sig enbart för "psykolog" kan vara teoretiskt bildad men sakna just klinisk psykologisk bildning.
En leg. psykolog har rätt att självständigt utföra psykologiska hälso- och sjukvårdsuppgifter, såsom att göra bedömningar av psykologisk (och psykiatrisk) natur, ställa diagnoser samt föreslå och genomföra psykologisk behandling. En del diagnoser (bedömningar) kan i praktiken endast psykologer göra. Exempelvis "Utvecklingsstörning" som förutom en bedömning av patientens förmåga att anpassa sig till vardagens skiftande krav också kräver flera mätningar med psykologiska testinstrument som endast legitimerad psykolog har tillgång till. Biologiska såväl som miljömässiga faktorer samverkar ofta vid uppkomsten av psykologiska problem.

## Specialistutbildning
Sveriges psykologförbund har sanktionerat och organiserat specialistutbildningar inom tre områden, nämligen arbetslivets psykologi, klinisk psykologi och pedagogisk psykologi. Före 2007 meddelade förbundet specialistbevis också inom områdena handikappsykologi och neuropsykologi men de ingår numera i klinisk psykologi.

## Legitimerad psykoterapeut
En del psykologer har så småningom valt att vidareutbilda sig till legitimerade psykoterapeuter, men denna titel är inte reserverad för enbart psykologer. Psykologer och psykiatriker har grundläggande behörighet för att söka till den fördjupningsutbildning i psykoterapi som leder till denna yrkestitel. Sökande med  socionomutbildning, sjuksköterskeutbildning etc måste kvalificera sig först genom bland annat en grundläggande psykoterapiutbildning (tidigare kallad "Steg-1"). Ingen statlig reglering finns för närvarande som reglerar denna grundläggande psykoterapiutbildning. Yrkestiteln psykoterapeut utgör också en skyddad yrkestitel vilket innebär att endast legitimerade psykoterapeuter får kalla sig för detta.

## Fackförbund
Psykologer organiserar sig fackligt i Sverige genom Sveriges psykologförbund, som tillhör SACO, men det finns också psykologer inom andra fackförbund.